# 276 (tal)
276 är det naturliga talet som följer 275 och som följs av 277.

## Inom vetenskapen
- 276 Adelheid, en asteroid.

## Inom matematiken
- 276 är ett jämnt tal.
- 276 är det 23:e triangeltalet.
- 276 är det 12:e hexagonala talet.
- 276 är ett ikosagontal.
- 276 är ett centrerat pentagontal.